# Гарнер, Андреа
Андреа Гарнер (англ. Andrea Garner; род. 5 января 1979 года в Филадельфии, Пенсильвания, США) — американская профессиональная баскетболистка, выступавшая в женской национальной баскетбольной ассоциации. Была выбрана на драфте ВНБА 2000 года во втором раунде под общим 32-м номером клубом «Хьюстон Кометс». Играла на позиции тяжёлого форварда и центровой.

## Ранние годы
Андреа Гарнер родилась 5 января 1979 года в городе Филадельфия (штат Пенсильвания).